# Джонсон, Джордж Клейтон
Джордж Клейтон Джонсон (англ. George Clayton Johnson, 10 июля 1929 года, Шайенн, Вайоминг — 25 декабря 2015 года, Норт-Хиллз, Калифорния) — американский писатель-фантаст и сценарист, известный прежде всего как автор романа «Бегство Логана» (совместно с Уильямом Ф. Ноланом), впоследствии экранизированного студией MGM. Кроме того, писатель известен и как сценарист эпизодов телесериалов «Сумеречная зона» (в частности серий «В темноте ничего нет», «Игра в банку», «Игра в пул» и «Пенни за ваши мысли») и «Звёздный путь» («Ловушка для человека»). На одном из его сюжетов основаны фильмы 1960 года и 2001 года «Одиннадцать друзей Оушена».

## Ранняя биография
Родился в сарае, в Шайене, Вайоминг. О школьных годах известно только то, что он оставался на второй год в шестом классе и окончил школу после восьмого. Впоследствии он пошёл в армию, где служил сначала телеграфистом, потом составителем документов. В соответствии с законом о правах военнослужащих он поступил в Политехнический институт Алабамы (ныне известный как Обернский университет), но вскоре бросил учёбу с целью путешествовать по стране, по-прежнему работая составителем документов.

## Карьера писателя
В 1959 году написал свой первый рассказ — «Я о вас позабочусь» (англ. I'll Take Care of You) — который стал основой для телесценария одноимённого эпизода телесериала «Альфред Хичкок представляет». Начиная с этого периода он начинает регулярно печататься в различных изданиях, включая Playboy, Los Angeles, The Twilight Zone Magazine, Rogue и Gamma, а также работать над сценариями для ТВ. В 1960 году он, совместно с Джеком Голденом Расселом, написал сценарий к фильму Рэта Пака «11 друзей Оушена», хотя большинство деталей так и не вошло в окончательный вариант сценария. Позднее Джонсон присоединился к Школе писателей Южной Калифорнии, в которую также входили Уильям Ф. Нолан, Чарльз Бомонт, Ричард Мэтисон и Рэй Бредбери.
Через Школу писателей южной Калифорнии он познакомился с Родом Серлингом, которому впоследствии продал свой рассказ «Мы все умрём» (англ. All of Us Are Dying), который Серлинг позднее переработал в телесценарий эпизода «Сумеречной зоны» под названием «Четверо из нас умрут». Некоторое время проработав над рассказами, которые другие авторы адаптировали для ТВ, Джонсон решился уговорить Серлинга позволить ему самому попробовать себя в качестве сценариста. В итоге его дебютом стал телесценарий к эпизоду «Пенни за ваши мысли». Долгое время выступая в качестве одного из сценаристов «Сумеречной зоны» Джонсон впоследствии написал сценарии также и для таких сериалов, как «Хани Вест», «Разыскивается: Живым или мёртвым», «Шоссе 66» и «Кунг Фу». Также, Джонсон является сценаристом эпизода оригинального сериала франшизы «Звёздный путь» «Ловушка для человека», первого из показанных в рамках сериала. Также у сценариста была собственная небольшая передача на одной из лос-анджелесских радиостанций — «Писатель и написанное» (в передаче он брал интервью у своих коллег, в том числе Чарльза Бомонта и Уильяма Нолана). По мере развития своей карьеры Джонсон сформировал (вместе с Матесоном и Теодором Струженом) свободное объединение под названием «Зелёная рука» (англ. The Green Hand), целью которого было улучшить качество сценариев путём совместной работы над ними. Тем не менее, объединение распалось всего через несколько месяцев. В более поздние годы творчества Джонсон начал писать сценарии для серий комиксов, а также принимал участие в различных комик-конах и научно-фантастических конвенциях. Совместно с художником Джеем Алленом Сэнфордом (который также является автором идеи) он создал серию комиксов Deepest Dimension Terror Anthology.

## Личная жизнь
10 октября 1952 года, в Лос-Анджелесе, Джонсон женился на Лоле Бронштейн, у них родилось 2 детей — Пол и Джуди. Также известно, что сценарист был сторонником легализации марихуаны. Кроме того, он являлся вегетарианцем. Кроме работы над книгами и сценариями, он активно помогал в организации Международного комик-кона в Сан-Диего

### Смерть
Джордж Клейтон Джонсон скончался 25 декабря 2015 года от рака простаты в Медицинском госпитале ветеранов в Норт-Хиллз, Калифорния. После себя он оставил 63-летнюю супругу Лолу Джонсон и 2 детей — Пола и Джуди Джонсонов.

## Избранные работы

### Романы
- «11 друзей Оушена» (1960) — роман-адаптация одноимённого фильма 1960 года[2].
- «Бегство Логана» (1967) — роман (в соавторстве с Уильямом Ноланом)[2]

### Сценарии
- Icarus Montgolfier Wright (в соавторстве с Рэем Бредбери, 1962)[14]
- «Бегство Логана» (1976)[2]

#### Альфред Хичкок представляет
- «Я позабочусь о вас» (1959, рассказ)[12]

#### Сумеречная зона
- «Четверо из нас умрут» (1960, рассказ)[2]
- «Казнь» (1960, рассказ)[12]
- «Пенни за ваши мысли» (1961, телесценарий)[15]
- «Игра в пул» (1961, телесценарий)[2]
- «В темноте ничего нет» (1962, телесценарий)[2]
- «Игра в банку» (1962, телесценарий, также использованный для полнометражного фильма)[2]
- «Девяносто лет без сна» (1963, рассказ, под псевдонимом Джонсон Смит)[2]
- Джонсон создал для телесериала рассказ под названием Sea Change, который так и не был адаптирован в телесценарий, но впоследствии был использован для серии комиксов Deepest Dimension Terror Anthology.

#### Шоссе 66
- Eleven, the Hard Way (1961, рассказ)[15]

#### Хани Вест
- The Flame and the Pussycat (1965, телесценарий)[12]

#### Звёздный путь
- «Ловушка для человека» (1966? телесценарий, первый показанный эпизод)[15]

#### Кунг Фу
- The Demon God (1975, телесценарий)[15]

### Фильмография
- Sea Hunt (эпизод Sub Hatch, 1961) — лейтенант Хартвелл[16]
- «Захватчик» (1962) — Фил Уэст[17]
- Архив американского телевидения (2003) — в роли самого себя[4]
- Charles Beaumont: The Short Life of Twilight Zone’s Magic Man (2010) — в роли самого себя[16]
- The AckerMonster Chronicles! (2012) — в роли самого себя[16]

### Сборники фантастики
- Writing for The Twilight Zone (Outre House, 1980)[18]
- George Clayton Johnson Twilight Zone Scripts & Stories (Streamline Pictures, 1996)[19]
- All of Us Are Dying and Other Stories (Subterranean Press, 1999)[20]

## Награды и номинации
| Год  | Награда      | Категория                                     | За что                                     | Результат | Прим.  |
| ---- | ------------ | --------------------------------------------- | ------------------------------------------ | --------- | ------ |
| 1976 | Inkpot Award | прижизненные достижения                       | сценарист, автор комиксов                  | Победа    | [ 21 ] |
| 1976 | Nebula Award | лучший сценарий                               | «Бегство Логана»                           | Номинация | [ 22 ] |
| 1977 | Hugo Award   | лучшая постановка                             | «Бегство Логана»                           | Номинация | [ 23 ] |
| 1980 | Balrog Award | достижения в области умозрительной фантастики | «Пенни за ваши мысли» («Сумеречная зона»)  | Номинация | [ 24 ] |
| 1980 | Balrog Award | достижения в области умозрительной фантастики | «В темноте ничего нет» («Сумеречная зона») | Номинация | [ 24 ] |
| 1981 | Balrog Award | достижения в области умозрительной фантастики | Sea Change («Сумеречная зона»)1            | Номинация | [ 24 ] |
| 1982 | Balrog Award | достижения в области умозрительной фантастики | All of Us Are Dying («Сумеречная зона»)2   | Победа    | [ 24 ] |

Комментарии
1. ↑ Сценарий не был использован[25].
2. ↑ Сюжет переписан в телесценарий эпизода «Четверо из нас умрут»[26].